# Ідріс I (Марокко)
Ідріс I ібн Абдаллах (араб. إدريس بن عبدالله‎; бл. 745–791) — засновник і 1-й імам держави Ідрісидів в Магрибі в 788—791 роках.

## Життєпис
Походив з роду Алідів, за жіночою лінією нащадком пророка Мухаммеда. Син Абдаллаха ібн аль-Хасана аль-Каміля, онука Хасана ібн Алі. Народився 745 року. У 762—763 роках разом з братами Мухаммедом і Ібрагімом брав участь у повстанні проти Аббасидів в Медіні. Втім воно зазнало поразки, а брати Ідріса загинули.
У 786 році брав участь у новому повстанні Алідів, яке також зазнало поразки. Разом з братом Сулейманом спочатку втік до Палестини, згодом вони перебралися до Єгипту. Потім дісталися до Магрибу, де Ідріс отаборився в м. Валіла (неподалік від Волюбілісу). Тут він уклав союз з берберським племенем авраба, оженившись на доньці вождя Ісхак ібн Мухаммеда.
Невдовзі розпочав військові походи у північно-західному Магрибі, дійшовши до м. Тлемсен, де його брат Сулейман створив власну державу. 789 року підкорив місто Танжер. Також Ідріс I заснував місто Фес на березі річки з тією ж назвою. Отруєний 791 року за наказом аббсидського халіфа Гаруна ар-Рашида. Йому спадкував син Ідріс II.